# Catopsis pedicellata
Catopsis pedicellata är en gräsväxtart som beskrevs av Lyman Bradford Smith. Catopsis pedicellata ingår i släktet Catopsis och familjen Bromeliaceae. Inga underarter finns listade i Catalogue of Life.